# Gunung Kataran
Gunung Kataran is een bestuurslaag in het regentschap Serdang Bedagai van de provincie Noord-Sumatra, Indonesië. Gunung Kataran telt 792 inwoners (volkstelling 2010).